# Подходящий день, чтобы сделать это
«Подходящий день, чтобы сделать это» (англ. Good Day for It) — американский фильм 2011 года режиссёра Ника Стаглиано, криминальная драма.

## Сюжет
Девушка в тайне от матери встречается в придорожном кафе с отцом, который бросил их семью около 15 лет назад. Отец работал помощником у криминального босса и обокрал его с тем, чтобы заплатить деньги за лечение дочери. В наши дни бандиты, работающие на того криминального босса, и сам босс выходят на свободу и волею судьбы оказываются в том же самом кафе. Они узнают в мужчине бывшего помощника босса. Босс хочет отомстить за хищение.

## В ролях
| Актёр          | Роль                       |
| -------------- | -------------------------- |
| Роберт Патрик  | Люк Кейн                   |
| Мика Бурем     | Эмили                      |
| Лэнс Хэнриксен | Лайл Тайрус                |
| Саманта Мэтис  | Сара Брайант               |
| Хэл Холбрук    | Хек                        |
| Кэти Бейкер    | Рози Картер                |
| Джо Фланиган   | помощник шерифа Даг Брэйди |
| Роберт Инглунд | Уэйн Джексон               |

## Съёмочная группа
- Режиссёр: Ник Стаглиано (Nick Stagliano)
- Сценарий: Ник Стаглиано (Nick Stagliano)
- Продюсеры: Ник Стаглиано (Nick Stagliano), Лу ДиДжиаймо, младший (Lou DiGiaimo Jr.), Томас Эр. Рондинелла (Thomas R. Rondinella)
- Оператор: Стефен Казмиерский (Stephen Kazmierski)
- Композитор: Мэтью Райан (Matthew Ryan)
- Монтаж: Роберт Ларкин (Robert Larkin)
- Подбор актёров: Луис ДиДжиаймо (Louis DiGiaimo)
- Художник-постановщик: Норман Додж (Norman Dodge)
- Художник по костюмам: Линдсей Круйчак (Lindsey Kruichak)

## Производство
Nazz Productions